# Arlequin
Arlequin是一種自由的種群遺傳學綜合數據分析軟件，提供GUI介面，以讓一般用戶也可以作生物群体间的多種測試及計算，例如：遗传分化系数（Fixation index，亦作F-statistics，Fst）、遺傳距離、哈代-温伯格平衡、連鎖不平衡和成對差測試等。
Arlequin由日内瓦大学遗传学与生物统计学实验室开发。現時本軟體的最新版本為3.5.2.2，於2015年8月22日以zip壓縮及安裝檔的形式發放，只有Windows版本。Mac OS X及Linux只提供命令式（3.5.2），而且只限於64-bit環境，分為「arlecore」、「arlsumstat」及說明文件三部份。

## 外部連結
1. ↑  Tiago Antao. . Packt Publishing. 25 June 2015: 152  [2019-01-10]. ISBN 978-1-78355-865-0. （原始内容存档于2019-02-15）.
2. ↑  刘春芳; 李翠; 張振; 王海艳. . 海洋与湖沼. 2015-03, 第46卷 (第2期)  [2017-01-17]. doi:10.11693/hyhz20140400105. （原始内容存档于2020-10-26） （中文（简体））.
3. ↑  Dilip K Arora; Randy Berka; Gautam B. Singh. . Elsevier. 15 August 2006: 86  [2019-01-10]. ISBN 978-0-08-046370-4. （原始内容存档于2019-02-15）.
4. ↑  Michael R. Barnes. . John Wiley & Sons. 16 April 2007: 172  [2019-01-10]. ISBN 978-0-470-02619-9. （原始内容存档于2019-02-15）.
5. ↑  . 2015-08-02  [2017-01-17]. （原始内容存档于2020-12-29）.
6. ↑  . 2015-04  [2017-01-17]. （原始内容存档于2020-07-25）.
7. ↑  . 2009-12  [2017-01-17]. （原始内容存档于2020-06-13）.

- 官方網址（页面存档备份，存于）
- 有關本軟件（页面存档备份，存于）